# Portlandia
Portlandia é um género botânico pertencente à família Rubiaceae.
1. ↑  «Portlandia — World Flora Online». www.worldfloraonline.org. Consultado em 19 de agosto de 2020